# Dead (Band)
Dead (engl. für tot, nicht zu verwechseln mit Death) ist eine deutsche Grindcoreband aus Nürnberg. Dead wurde im Grindcoregenre bekannt, da sie die ersten waren, die langsamen Grindcore spielten. Zuvor war Grindcore unweigerlich mit Geschwindigkeit verbunden. Des Weiteren gilt die Band als Begründer des sogenannten Porngrind.

## Geschichte
Die Band wurde 1990 als Goregrindband mit Death-Metal-Einflüssen gegründet. Musikalische Vorbilder waren insbesondere die Briten Carcass und die Österreicher Pungent Stench. Nach der Veröffentlichung des Demos erhielt die Band einen Vertrag bei Poserslaughter Records wo dann die folgenden EPs und das Debütalbum erschien. Nach der Veröffentlichung der EP Slaves to Abysmal Perversity änderte die Musikgruppe ihre textliche Ausrichtung. Ab jetzt waren die Texte von derbem schwarzem Humor durchzogen und durch zunehmend pornografische Inhalte erweitert. Nach ihrem Auftritt auf dem Fuck the Commerce-Festival löste sich Dead im Mai 1998 vorerst auf. 2001 arbeitete die Band noch einmal kurzzeitig für einen gemeinsamen Liveauftritt zusammen, bevor man sich drei Jahre später dazu entschied, Dead wieder aufleben zu lassen. Ab 2005 arbeiteten die Mitglieder mit einem neuen Plattenvertrag beim japanischen Label Obliteration Records weiter.
2009 verließ Uwe die Band und wurde von Volker ersetzt.

## Bedeutung
Durch ihre pornografische Ausrichtung wurden sie neben den Bands Meat Shits und GUT zu den Mitbegründern des Porngrinds, bei dem die Texte zwischen humorvoll bis pervers pendeln. Zahlreiche weitere Bands wurden vom Konzept dieser Bands beeinflusst wie u. a. Cock and Ball Torture.

## Diskografie
- 1991: Far Beyond Your Imagination (Demo)
- 1991: Defeat Remains (EP)
- 1992: Split-Album mit Regurgitate
- 1993: Slaves to Abysmal Perversity (EP)
- 1993: You’ll Never Know Pleasure... Until You’ve Tasted Pain
- 1994: Wanted for Kinky Sessions (EP)
- 1994: Split-EP mit GUT
- 1995: Split-EP mit Meat Shits (Live-EP)
- 1998: V.I.P.
- 1999: Orgasm through Sleazy Vibes (EP)
- 2004: Saturdaynight Grind Fever (Live-EP)
- 2004: Les stars du rock porno (Best of)
- 2005: Split-Album mit Regurgitate + You’ll Never Know Pleasure (Poserslaughter Classics Remasters)
- 2006: Whorehouse of the Freaks